# 诺基亚9300
诺基亚 9300（Nokia 9300），是诺基亚公司出品的一款智能手机或称个人通讯器。9300是一部基于S80第二版的，并且附带QWERTY键盘的双屏幕商务手机。9300是诺基亚公司继9210c和9500成功之后在9系列又一次尝试。并取得了诺基亚9系列前所未有的辉煌成功。

## 性能参数
- 四频 GSM / GPRS / EDGE: GSM 850 / 900 / 1800 / 1900
- 集成GPS
- 1.0英寸TFT外屏幕128 X 128 像素 和 2.6英寸TFT内屏幕 640 X 200 像素
- QWERTY键盘
- 可选铃声：40 首；合成音铃声和提示音

　　和弦铃声：24 和弦；支持的铃声格式:MIDI,AMR,WAV,MP3,AAC
　　MP3铃声：可将语音片段或MP3用作铃声
　　情景模式：可定时情景模式，可自定情景模式
　　动画屏保：待机时机盖上可显示数字时钟
　　待机图片：壁纸：全屏彩色图像
　　图形菜单：可更换颜色模式 
- 多媒体短信：与其他兼容设备互相收发彩信（MMS）：与其他兼容设备互相收发包含文字、声音片段、图像或视频片段的信息与其他兼容设备互相收发包含多张幻灯片的演示文稿格式的彩信
- 免提通话：免提扬声器和会议通话功能

- 内存容量：192MB；其中64MB（SDRAM）作为程序运行空间，内置程序占用48MB，剩余80MB可用于储存名片、信息、文件、图像、声音和应用程序
- 多媒体卡扩展：支持热插拔功能的存储卡(MultiMediaCard,MMC)插槽，可扩展存储空间

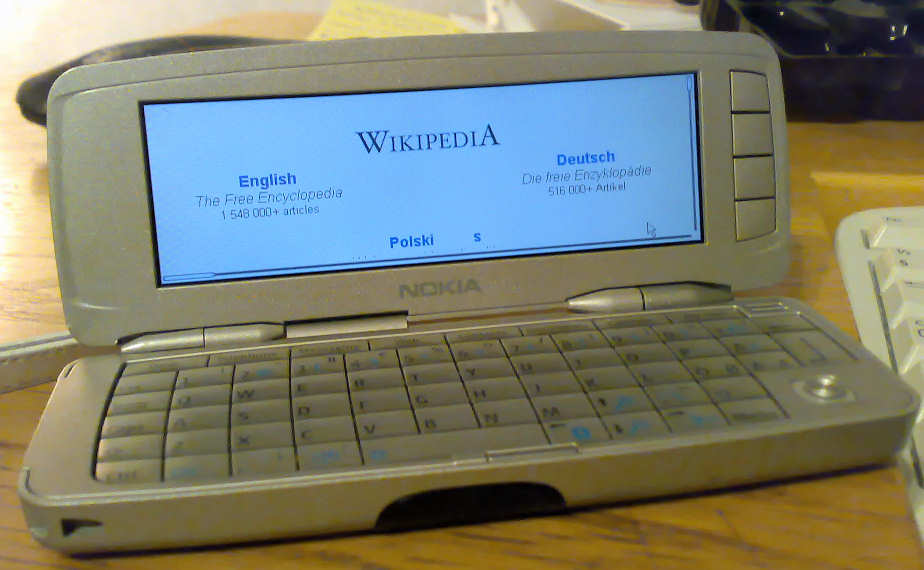
用諾基亞 9300个人通讯器上网浏览维基百科主页

## 諾基亞9300的S80v2系统特點
- 支持流行的Office文檔編輯
- 全QWERTY鍵盤
- Integrated mouse for navigation
- SSL/TLS支持
- 完整瀏覽器基於Opera
- PN支持